# HCoV-OC43
Ljudski koronavirus OC43 (HCoV-OC43) pripadnik je vrste Betakoronavirus 1 koja inficira ljude i stoku. Jednolančani je RNK virus pozitivnoga smisla koji ulazi u stanicu domaćina vezanjem na receptor N-acetil-9-O-acetilneuraminske kiseline.
OC43 je jedan od sedam poznatih koronavirusa koji inficiraju ljude, uključujući HCoV-229E, HCoV-NL63, HCoV-HKU1, MERS-CoV, izvorni SARS-CoV (ili SARS-CoV-1) i SARS-CoV-2. Uz ljudski koronavirus 229E, jedan je od virusa odgovornih za prehladu. Ima, kao i drugi koronavirusi iz roda Betakoronavirus, subgenus Embecovirus, dodatni kraći površinski protein u obliku šiljaka koji se naziva hemaglutinin esteraza (HE).